# Michel Georges Sassine
Michel Georges Sassine Bustros (arabe : ميشال جورج ساسين) est un homme politique libanais.

## Biographie
Sassine naît au sein d'une famille grecque-orthodoxe éminente d'Achrafieh de ses parents Georges Sassine et Laurice Sassine née Bustros. Il est l'aîné de cinq enfants. Ses frères Pierre et Joseph se lancent aussi en politique. La place Sassine à Beyrouth lui doit son nom. 
Il est député pendant vingt-quatre ans (1968–1992) du quartier beyrouthin d'Achrafieh, vice-premier ministre, vice-président du Parlement du Liban et ministre. Il a fondé le ministère du Logement et des coopératives et a été nommé ministre du Travail, du Tourisme et à d'autres ministères dans plus de sept gouvernements et s'impliqua dans les accords de Taëf de 1990 dont il fut l'un des cosignataires.